# Заводной апельсин
«Заводно́й апельси́н» (англ. A Clockwork Orange) — роман Энтони Бёрджесса, написанный в 1962 году. Роман лёг в основу одноимённого фильма, снятого в 1971 году Стэнли Кубриком.

## История создания романа
Бёрджесс написал свой роман после того, как врачи диагностировали у него опухоль мозга и заявили, что жить ему осталось около года. Позднее автор в интервью Village Voice говорил: «Эта чёртова книга — труд, насквозь пропитанный болью… Я пытался избавиться от воспоминаний о своей первой жене, которую во время Второй мировой зверски избили четверо дезертиров из американской армии. Она была беременна и после этого потеряла ребёнка. После всего, что произошло, она заболела депрессией и даже пыталась покончить жизнь самоубийством. Позже она тихонько спилась и умерла». Стилистическое решение романа окончательно сложилось во время летнего отпуска, проведенного Бёрджессом и его женой в Ленинграде. После общения с питерскими стилягами и фарцовщиками Бёрджесс решил: «Словарь моих хулиганов из космической эры будет смесью из русского языка и упрощенного английского, и все это будет перемежаться рифмованным сленгом и цыганщиной. Русский суффикс „надсат“ станет названием диалекта молодых людей, на нем будут говорить „други“, или „другс“, или друзья по банде… В тлеющем в глубине моего ящика черновике много насилия, в законченном романе его будет ещё больше, поэтому странный новый жаргон может стать своего рода завесой, прикрывающей чрезмерную жестокость, и не давать разгуляться собственным основным инстинктам читателя. Тонкая ирония была в том, что равнодушные к политике молодые люди, видевшие самоцель в тоталитарной жестокости, прибегали к жаргону, основанному на двух главных политических языках времени».

## Название
Название «Заводной апельсин» (англ. A Clockwork Orange) роман получил от выражения, которое когда-то было в ходу среди лондонских кокни — обитателей рабочих кварталов Ист-Энда. Кокни старшего поколения о вещах необычных или странных говорят, что они «кривые, как заводной апельсин», то есть это вещи самого что ни на есть причудливого и непонятного толка. Энтони Бёрджесс семь лет прожил в Малайзии, а на малайском языке слово «orang» значит «человек», а на английском «orange» — «апельсин»

## Сюжет
Роман состоит из трех частей. В первой автор вводит читателя в страшный мир молодого парня Алекса. Во второй Алекс попадает в тюрьму Уандсворт. Бёрджесс показывает невозможность исправить человека тюрьмой.
Выше огненных созвездий,

Брат, верши жестокий пир,

Всех убей, кто слаб и сир,

Всем по morder — вот возмездие!

В зад пинай voniutshi мир!
Проведя в тюрьме два года, Алекс неожиданно получает возможность выйти на свободу: амнистию обещают любому, кто согласится провести над собой эксперимент. Алекс, не очень задумываясь над тем, что с ним собираются сделать, соглашается. Эксперимент состоит в следующем: Алексу «промывают» мозги, делая его неспособным не только на насилие, но и на занятия сексом. Кроме того, классическая музыка причиняет ему после этого страдания.
Мытарства Алекса после освобождения из тюрьмы составляют третью часть романа. Поочерёдно Алексу встречаются на пути все его прежние жертвы, которые жестоко мстят ему за прошлое. Возможность надругаться над беззащитным не упускают даже те, кто видит его впервые. После неудачной попытки самоубийства Алекс получает множество травм, а все привитые ему рефлексы пропадают: Алекс выходит из больницы «исцелившимся».

###### Часть первая
Главный герой — пятнадцатилетний Алекс (от его лица ведётся повествование) и его друзья-сообщники Тём, Джорджик и Пит пьют молоко в баре «Корова» и думают, как провести вечер. Начинают они свои похождения с избиения «Любителя кристаллографии», после чего забрасывают его клочками бумаг, вырванных из книг, которые «Любитель кристаллографии» взял в библиотеке, потрошат его карманы, насмехаются над обнаруженными любовными письмами и ломают зонтик. После банда идёт в пивную «Дюк-оф-Нью-Йорк» и заказывает угощения нескольким старушкам, якобы из добрых побуждений, но старушки сразу смекают, что это делается в обмен на обещание, что если зайдут «менты», то старушки должны сказать, что Алекс и его друзья всё время находились в баре. После «договора» банда отправляется на улицу, где грабит магазинчик на соседней улице, после чего возвращается в бар, справившись за 10 минут, и продолжает отдыхать до прихода «ментов». Благодарные (или же, скорее, запуганные) старушки прикрывают Алекса и банду, подтвердив, что они никуда не отлучались из бара.
Банда заканчивает посиделки в баре, встречает старого пьяницу и избивает его. Забулдыга кричит, что пусть уж лучше его убьют, поскольку он не хочет жить в мире, где молодые не уважают стариков, где возможно посылать корабли в космос, но трудно уважать Закон. После этого банда Алекса сталкивается с бандой Биллибоя, которая развлекается с десятилетней девочкой, и между ними происходит драка, в которой банда Алекса побеждает. Девочка, которая в пылу схватки успела убежать, вызывает полицию. Алекс и банда спешно покидают место схватки. Затем они угоняют машину, приезжают в посёлок и отправляются в коттедж под названием «Дом». Банда под ложным предлогом проникает в коттедж, начинает там погром, избивает и калечит писателя Ф. Александра и насилует его жену. После чего Алекс, Тём, Джорджик и Пит топят машину в канаве и, воспользовавшись поездом, возвращаются в бар «Корова». Поезд они тоже не жалуют: потрошат обивку сидений и разбивают окно цепью.
В баре происходит стычка между Тёмом и Алексом из-за того, что Тём насмехается над пением девицы с телевидения. Алекс говорит Тёму, что тот должен знать своё место. За Тёма вступается Джорджик и подвергает сомнению авторитет Алекса в качестве главаря банды. Но благодаря вмешательству Пита сообщники мирятся. Тём всё же затаил обиду на Алекса и больше не считает его своим другом.
Ночью Алекс идёт домой, в своей комнате он включает классическую музыку, в том числе слушает «Юпитер» Моцарта и «Бранденбургский концерт» Баха. Он знает, что родители крепко спят в своей комнате, что музыка им мешает, но они не в силах уговорить Алекса соблюдать тишину. Сочетание любви к классической музыке и агрессивного поведения является отличительной особенностью Алекса, которая будет удивлять людей, имеющих дело с Алексом впоследствии. На следующее утро Алекс отказывается идти в школу из-за боли в голове. Родители уходят на работу, и Алексу снится сон, будто он терпит унижения от Джорджика, который стал хуже к нему относиться. Потом приходит надсмотрщик Алекса П. Р. Дельтоид. Он знает о проделках Алекса вчерашним вечером, но у него нет доказательств. У Алекса уже были проблемы с Законом, и надсмотрщик сообщает ему, что если он ещё что-нибудь совершит, его отправят в исправительную колонию посерьёзнее, чем та, в которой он до этого был. Алекс откровенно насмехается над попытками воспитателя воззвать к его совести и наставить на истинный путь. После ухода Дельтоида он размышляет об истоках своей агрессии и оправдывает её тем, что она свойственна каждому человеку от природы, просто некоторые научились её скрывать и притворяться добрыми, а на деле добряки не лучше его самого.
Днём Алекс заходит в музыкальный магазин «Мелодия» и берёт недавно поступившую в продажу «девятую симфонию Бетховена». Там он встречает двух девочек и завлекает их к себе домой под предлогом послушать музыку на хорошей аппаратуре. Прослушивание музыки заканчивается оргией-изнасилованием.
Вечером к Алексу приходят друзья, и Тём начинает над ним смеяться из-за того, что у него заболела голова, и предлагает ему поспать ещё. Джорджик и Пит говорят, что Алекс больше не лидер банды. Алекс глотает обиду, а Джорджик рассказывает, что все в банде хотят расти и совершать преступления покрупней. Он рассказывает, что в одном особняке живёт очень богатая женщина, и банда идёт туда, по дороге Алекс задумывается над тем, что Тём и Джорджик стали ему указывать, что делать. И по случайности для вдохновения из одного окна соседнего дома слышится девятая симфония Бетховена. Алекс избивает своих друзей и ранит руку Тёму. После этого банда начинает снова слушаться своего «предводителя». Добравшись до места, банда пробует старую уловку, которая позволила им проникнуть в дом писателя, но она им не помогает. Тогда Алекс пробирается в особняк и, желая сделать всё сам, случайно убивает женщину, а когда выходит, Тём ослепляет его ударом цепи, после чего Алекса задерживает полиция. В участке ему предъявляют обвинение в убийстве и сажают в тюрьму на 14 лет.

###### Часть вторая
Проходит два года, как Алекса посадили в тюрьму, и теперь он не Алекс, а заключённый № 6655321. В тюрьме он рассказывает читателю, что в этом заведении полно извращенцев, готовых надругаться над юношей. Один из таких решил приласкать его ночью. 6655321 вместе с сокамерниками решает его наказать, однако не рассчитывает силы и убивает его. До этого 6655321 успел сблизиться с тюремным священником и услышать об эксперименте по лечению человека от насилия. Падре и всё тюремное руководство против таких бесчеловечных экспериментов, однако случившийся инцидент и новый министр внутренних дел («новая метла») склоняют их ко мнению, что 6655321 неисправим и следует провести лечение. Ему вводят некий препарат под видом «витаминов» и заставляют смотреть фильмы, которые показывали изнасилования, драки и убийства под классическую музыку. Алекс «излечивается». Как только он начинает думать о сексе или пытается кого-нибудь избить или послушать Девятую симфонию, у него начинается приступ тошноты. Однако он неспособен оказать сопротивление насилию, применённому в отношении себя самого, и ему приходится унижаться, чтобы боль, вызванная условным рефлексом, ушла. Он считает, что врачи превратили его в «Заводной апельсин» — так называлась уничтоженная Алексом рукопись новой книги писателя Ф. Александра. Алекс почему-то запомнил её название и применил к себе, и это оказалось не случайно: этой книгой писатель выражал протест против методики лечения, которой подвергся Алекс.

###### Часть третья
Вылечившийся Алекс отправляется домой, но выясняет, что родители от него отказались и в его комнате живёт квартирант по имени Джо. Все вещи Алекса забрала полиция, чтобы возместить расходы по содержанию кошек той старушки, которую он убил. Алексу некуда идти, он хочет покончить жизнь самоубийством и отправляется узнать наилучший способ сделать это в библиотеку, в которой его узнаёт «любитель кристаллографии». Вместе с другими такими же стариками он избивает Алекса, его спасает полиция, но оказалось, что двое «ментов» — это Тём и Биллибой. Они отвозят Алекса в лес и жестоко избивают. Алекс бредёт к посёлку и подходит к коттеджу под названием «Дом». Хозяин «Дома», которым оказывается писатель Ф. Александр, приглашает парня в дом, не догадываясь, что это насильник его жены. Спустя пару дней он рассказывает Алексу про тот случай, и что его жена покончила с собой из-за этого. Однако писатель Алекса не узнаёт, хотя его и терзают догадки, но разбойную натуру Алекса выдают надсатские словечки.
Писатель решает использовать Алекса для изобличения нового режима. Он приглашает своих друзей, знакомит их с Алексом, и все вместе решают его поселить в гостиничном номере. Алекс понимает, что не сможет убежать от своей новой компании, он всего лишь пешка в их игре. Друзья писателя спрашивают Алекса, не он ли руководил изнасилованием жены Ф. Александра, и он им признаётся. Бунтовщики запирают Алекса в комнате, и то ли случайно, то ли целенаправленно в соседнем номере звучит классика, а именно — Девятая симфония Людвига Ван Бетховена. Алекс выбрасывается из окна, но не умирает. Он ломает ногу и руку, повреждает спину и получает сотрясение мозга. Ему делают переливание крови. Алекс осознаёт, что произошедшее было подстроено его новыми друзьями, чтобы показать, как правительство изуродовало его своими попытками вылечить. В больнице родители Алекса извиняются и говорят, что Джо уехал, так что Алекс может вернуться домой. Алекса навещают министр и газетчики. Они сообщают, что писателя поместили в больницу с диагнозом психического расстройства. Также они сообщают ему, что вылечили его от предыдущего «лечения». Алекс понимает, что результат лечения исчез, и он снова может заниматься сексом, драться, слушать классическую музыку, и приступов рвоты от этого больше нет. Министр дарит Алексу новую стереосистему, а также должность в национальном архиве грамзаписи, и Алекс с наслаждением слушает Девятую симфонию Бетховена.

###### Часть четвёртая
Спустя год у Алекса появляется новая банда, они сидят в баре «Корова», но у Алекса пропадает желание разрушать, он больше не видит в этом смысла. Алекс покидает банду и идёт прогуляться. Неожиданно он встречает своего друга Пита, который рассказывает, что женился и нашёл работу. После этого разговора Алекс начинает задумываться над своей жизнью. Алекс решает пойти по примеру Пита. Он думает, что неплохо бы предупредить своего будущего сына, чтобы тот не повторял его ошибок, однако приходит к выводу, что это бесполезно и что молодёжь будет продолжать бунтовать, раз за разом наступая на одни и те же грабли.

## Персонажи
- Алекс — центральный антигерой, молодой парень, воплощение агрессии и бунтарства. Алекс является главарём молодёжной банды, которая вместе с другими подобными ему слоняется по ночным улицам, дерётся с другими бандами, нападает на беззащитных прохожих, калечит людей, грабит лавчонки. Огромное удовольствие получает Алекс от избиений и изнасилований. Он стимулирует свою агрессию наркотиками и прослушиванием музыки Бетховена. Алекс неисправим, его смешат попытки окружающих и государства сделать его законопослушным и управляемым.
- Тём (в переводе Е. Синельщикова — Кир) — сообщник Алекса и его же, возможно, антипод. «…И в самом деле парень тёмный» — отсюда и прозвище. В оригинале его зовут Дим (от английского dim). Не отличается сообразительностью и образованностью, хотя и развит физически: «…Тём, который, при всей своей тупости, один стоил троих по злости и владению всеми подлыми хитростями драки». Алекс описывает его с очевидным отвращением. Любимое оружие Тёма — цепь, которой он бьёт по глазам противника. В итоге он уходит из банды и становится полицейским, но не для того, чтобы поддерживать порядок, а потому, что на их стороне сила и власть.
- Джорджик (в переводе Е. Синельщикова — Джоша) — друг Алекса, завидовал его главенствующей роли в банде, отчего между ними произошёл конфликт. Впоследствии этот конфликт стал причиной излишней бравады Алекса и тот, переоценив свои возможности, убил старую женщину и попал в тюрьму. Джорджик был убит при попытке ограбить дом «капиталиста».
- Пит — самый спокойный и дружелюбный человек из банды Алекса. Впоследствии он уходит из банды и женится. Судьбы Тёма, Джорджика и Пита отображают три возможных пути, по которым может пойти молодой бандит мира Алекса.
- «Любитель кристаллографии» — одна из жертв Алекса. Немощный пожилой мужчина, сперва подвергшийся нападению банды Алекса, а потом набросившийся на «излеченного» Алекса в компании таких же стариков. Бёрджесс вводит его для того, чтобы подчеркнуть беспомощность «излеченного» Алекса, его неспособность отбиться даже от слабого старика.
- Доктор Браном — один из учёных, ставивших на Алексе эксперимент по излечению от агрессии. Вообще, учёные представлены в романе безжалостными по отношению к подопытному (Алекса называют «нашим объектом»). Что касается доктора Бранома, то он подкупает Алекса показным дружелюбием, улыбкой — «такой улыбкой, что я вроде как сразу ему поверил». Браном пытается войти в доверие к Алексу, называет себя другом. Возможно, что прообразом Бранома был Йозеф Менгеле, который входил в доверие к своим подопытным, чтобы легче было работать с ними.
- Доктор Бродский — главный в проекте «Людовик».
- Джо — квартирант родителей Алекса до его выхода из тюрьмы. Он был не просто жильцом для родителей Алекса: «…они для меня как родные, а я им скорее как сын, чем просто жилец». Ближе к концу книги Джо уезжает домой лечиться, потому что его избили полицейские (возможно, Тём и Биллибой).
- П. Р. Дельтоид (в переводе Е. Синельщикова — Дельтува) — полицейский, приставленный к Алексу, чтобы усмирить его.
- Ф. Александр — писатель, которому Алекс нанёс большую травму — вместе с друзьями при нём изнасиловал его жену (умерла от полученных травм). Ф. Александр — автор книги «Заводной апельсин» по сюжету произведения. Он — alter ego самого Бёрджесса (в реальной жизни четверо американских дезертиров избили и изнасиловали жену Бёрджесса, а позже она «тихонько спилась и умерла»).

## Критика о романе
В отличие от знаменитой экранизации Стэнли Кубрика, книга вызвала относительное небольшое количество откликов в британской прессе, причём далеко не все из них были хвалебными. Если литературный обозреватель журнала «Спектейтор» Джулиан Митчел отмечал «изумительное формальное мастерство» и богатое творческое воображение Бёрджесса, «в неподражаемой манере смешавшего ужасы с фарсом», то рецензент «Санди Таймс» расценил роман как «чрезвычайно банальную, жестокую и психологически неубедительную историю». Более благожелательные отзывы получило американское издание романа. По мнению Грэнвилла Хикса, «в „Заводном апельсине“ видение будущего предлагается нам с пугающей убедительностью… В первой части романа Бёрджесс показывает силу зла так, как могут лишь немногие писатели… Но Бёрджесс не довольствуется изображением зла; он идёт дальше, чтобы показать опасность, которой чревата попытка устранить его». Критик и литературовед Стэнли Эдгар Хайман назвал «Заводной апельсин» «едва ли не самым оригинальным произведением Э. Бёрджесса как по форме, так и по содержанию». Отдав должное лингвистическим экспериментам автора, скрестившего в речи героя-повествователя сленг советских стиляг и британских тедди-боев, Хайман высоко оценил и сатирическую мощь романа: «Как и любой выдающийся сатирик, Энтони Бёрджесс экстраполирует гипертрофированное, гиперболизированное до фантасмагории будущее для того, чтобы заклеймить отвратительные тенденции, которые он ненавидит в настоящем. А он терпеть не может ни бессмысленное насилие, ни „механическое перевоспитание“, словом, любые проявления надругательства над личностью и попытки модификации сознания».
После скандального успеха одноимённого фильма роман привлёк широкое внимание как читательской публики, так и литературоведов, посвятивших ему множество исследований.
В 2005 году «Заводной апельсин» вошел в список ста лучших англоязычных романов, изданных с 1923 года, по версии журнала «Тайм».

## Энтони Бёрджесс о романе
«…меня бесит, что существуют две разные версии одной и той же книги. В американском издании недостает одной главы, и потому арифметический план скомкан. Кроме того, в американском издании недостает подспудного взгляда на подростковую жестокость как на стадию, через которую нужно пройти и перерасти её; поэтому книга низводится до всего лишь притчи, хотя замышлялась как роман…В двадцать первой главе Алекс взрослеет и осознает, что ультражестокость — это как-то скучно, а ему пора обзавестись женой и malenky гулюкающим malchickiwick, который будет звать его „па-па-па-папа“. Это задумывалось как умозаключение зрелого человека, но в Америке идея такого финала никому так и не понравилась» — из интервью журналу Paris Review (1973).
«..Было бы самонадеянно и наивно доказывать, что в своей книге я не имел намерения подразнить самые запретные склонности читателей. В книге нашла выход и моя собственная природная порочность, и я сам с наслаждением грубил и грабил посредством своего героя. Только из присущего мне авторского малодушия я дозволил вымышленному персонажу прегрешения, которые сам не отважился бы совершить. Но кроме того книга содержит вывод, и к тому же до оскомины банальный — о непреложной значимости нравственного выбора. Этот вывод торчит, как забинтованный палец на руке, — потому-то я невысоко ценю „Заводной апельсин“: роман слишком дидактичен, чтобы считаться произведением искусства. Писатель не должен проповедовать, он обязан показывать» — из предисловия к переизданию 1986 года.

## Экранизации
- Винил (1965 год, режиссёр — Энди Уорхол)
- Заводной апельсин (1971 год, режиссёр — Стэнли Кубрик)

## Театральные постановки
В марте 2010 года состоялась первая премьера спектакля «Заводной апельсин». Режиссёр — Роман Виктюк.
В 2016 году в Государственном театре наций состоялась премьера спектакля «Заводной апельсин». Режиссёр — Филипп Григорьян. В роли писателя — Андрей Смоляков.

## Перевод на русский язык
Бёрджесс насыщает роман жаргонными словами из так называемого «надсат», взятыми из русского языка. «Мне хватило около двухсот русских слов. Так как речь в романе шла о „промывании мозгов“, то и тексту была уготована та же роль. Этот минимум русских слов „промоет мозги“ читателю. Роману предназначалось стать упражнением в лингвистическом программировании, причем экзотичные слова постепенно прояснялись контекстом, так что я был намерен сопротивляться до конца требованию любого издателя снабдить роман глоссарием». Основная сложность перевода романа на русский язык состоит в том, чтобы эти слова для русскоязычного читателя выглядели столь же непривычно, как и для англоязычного. В основном в романе персонажи в качестве жаргонных используют обычные русские общеупотребимые слова — «мальчик», «лицо», «чай» и т. д.
В. Бошняк придумал набирать эти слова латиницей, выделяя их таким образом из текста на русском языке. С одной стороны, в устах подростков они звучат нелепо, с другой — это формирует своеобразный шарм и неповторимый стиль романа. Вот, например, перебранка Алекса с главарём вражеской банды:

Кого я вижу! Надо же! Неужто жирный и вонючий, неужто мерзкий наш и
подлый Биллибой, koziol и svolotsh! Как поживаешь, ты, kal в горшке, пузырь
с касторкой? А ну, иди сюда, оторву тебе beitsy, если они у тебя ещё есть,
ты евнух drotshenyi!

В переводе Е. Синельщикова «русские» слова переведены на английский и даны в тексте кириллицей.

При виде незваных гостей девочка сделала ярко накрашенный ротик буквой «О», а молодой мэн в роговых глассиз поднял голову от тайпрайтера и недоумённо взглянул на нас. По всему столу перед ним были разбросаны шитсы пейпера. Справа от тай-пера они были сложены в аккуратный колон. В тот вечер нам везло на интеллигентных мэнов.

По образному выражению литературоведа Н. Г. Мельникова, не слишком высоко оценившего работу Е. Синельщикова, «замена ядреных авторских неологизмов и загадочных для английского читателя русизмов на банальные американизмы („мэн“, „фейс“, „мани“ и проч.), которыми в восьмидесятые годы пробавлялись советские неформалы, превратила изысканный макаронический коктейль в убогую бормотуху».
Перевод Синельщикова также характерен тем, что сделан по сокращённому американскому варианту произведения, вследствие чего в нём опущены подробности многих сцен, фразы героев становятся шаблонными и теряют колорит, а также полностью отсутствует 21-я глава.
Из-за того же «надсат» Стэнли Кубрик завещал показывать в российском прокате фильм «Заводной апельсин» исключительно с субтитрами.

## Издания на русском языке
- «Заводной апельсин» / Перевод с английского В. Бошняка. Ленинград: Издательство «Художественная литература», 1991. ISBN 5-280-02370-1
- «Заводной апельсин» // Юность. 1991. № 3. С.15-27; № 4. С.58-83. Перевод с английского Е. Синельщикова ISSN 0132-2036
- «Заводной апельсин» / Перевод с английского В. Бошняка. Москва: Издательство «АСТ», серия «Эксклюзивная классика», 2011. ISBN 978-5-17-080109-1

## A Clockwork Condition(отменённое продолжение)
В 2019 году в архиве Бёрджесса была найдена рукопись из двухсот страниц, которая до нахождения считалась мифом. Произведение имело название «A Clockwork Condition» («Заводное состояние») — в работе затрагивалась тема оригинального романа, размышления, а также автобиография и споры при создании одноимённого фильма со Стенли Кубриком. Сам Бёрджесс упоминал в тексте, что в случае продолжения «Заводного апельсина» он хотел выразить страхи по поводу влияния на человечество современных технологий: кино, телевидения и медиа.